# Stumsnäs
Stumsnäs is een plaats in de gemeente Rättvik in het landschap Dalarna en de provincie Dalarnas län in Zweden. De plaats heeft 67 inwoners (2005) en een oppervlakte van 39 hectare.